# Fogaje de 1495
El fogaje de 1495 fue un censo del Reino de Aragón ordenado por el rey Fernando el Católico para recaudar el impuesto de las sisas.
Ante el peligro de una posible agresión de Carlos VIII de Francia y el problema de la peste negra que afectaba a las antiguas juderías del reino, Fernando II convocó las Cortes de Aragón en Tarazona para que aprobasen la formación de un ejército de 4000 hombres y la ayuda económica necesaria. Las Cortes acordaron aportar para este fin la recogida del impuesto de las sisas, el cual gravaba los artículos de primera necesidad.
Con este fin se dividió Aragón en doce sobrecollidas (divisiones fiscales administradas por un sobrecollidor) y se encargó una investigación de la población aragonesa que recontara los fuegos del reino. Para esto último era necesario que un comisario visitase todos los lugares habitados acompañado de un notario que diese fe de ello, así como de una patrulla militar, pues en algunos sitios no eran bien recibidos ya que el recuento iba a servir para cobrar impuestos. Las sobrecollidas fueron: Zaragoza, Alcañiz, Montalbán, Teruel-Albarracín, Daroca, Calatayud, Tarazona, Huesca, Jaca, Aínsa, Barbastro y Ribagorza.
La sisa sencilla fue de trece sueldos jaqueses por fuego para localidades de 99 fuegos o menos, 16 para las de 100 o más, y 21 para las ciudades. La sisa doble fue de 16, 22 y 33 sueldos por fuego, respectivamente.
En el fogaje se indicó el número de fuegos de cada lugar, villa o barrio (en el caso de las ciudades), así como los nombres de los representantes del lugar que manifestaban los fuegos que había (vicario, jurado, alcalde...). Se hizo también una relación nominal de los fuegos, registrando el nombre del cabeza de familia, aunque las viudas que lo eran aparecen a veces por su nombre y otras como viuda de... o madre de... Hay que tener en cuenta que un fuego también podía ser un monasterio, por ejemplo.
En algunos casos es posible encontrar información adicional adjunta al nombre, como el oficio o el cargo que ostentaban, o incluso si eran pobres. Las anotaciones son diferentes según las sobrecollidas. También aparecen fuegos moriscos, que en algunos sitios son mayoría e incluso llegando a haber lugares habitados solo por ellos. Cabe destacar que los judíos eran forajidos del reino desde el edicto de expulsión de 1492.
El total de fuegos recontados en el reino fue de 51 056, recogidos en sobrecollidas como sigue:
| Sobrecollida | Número de fuegos manifestados |
| ------------ | ----------------------------- |
| Zaragoza     | 9 069                         |
| Alcañiz      | 4 268                         |
| Montalbán    | 3 996                         |
| Teruel       | 2 720                         |
| Daroca       | 4 160                         |
| Calatayud    | 6 732                         |
| Tarazona     | 4 953                         |
| Huesca       | 3 765                         |
| Jaca         | 2 762                         |
| Aínsa        | 1 483                         |
| Barbastro    | 4 480                         |
| Ribagorza    | 2 662                         |